# Justus Hansen
Justus William Asser Hansen (* 23. März 1968 in Tasiilaq) ist ein grönländischer Politiker (Demokraatit).

## Leben
Justus Hansen wurde 1990 zum Automechaniker ausgebildet und arbeitete anschließend bis 1996 als Elektriker und dann bis 2009 als Tankverwalter.
Er kandidierte bei der Kommunalwahl 2008 und erreichte den ersten Nachrückerplatz für den Kommunalrat der neuen Kommuneqarfik Sermersooq, von wo aus der Kommunalratsmitglied wurde. Bei der Parlamentswahl 2009 erreichte der den zweiten Nachrückerplatz der Demokraatit und wurde für die beiden Minister Mitglied im Inatsisartut. 2010 war er kurzzeitig stellvertretend amtierender Bürgermeister der Kommuneqarfik Sermersooq. Bei der Parlamentswahl 2013 erreichte er den dritten Nachrückerplatz der Demokraatit und hätte zeitweise nachrücken können, verzichtete aber. Bei der Kommunalwahl 2013 wurde er erstmals direkt in den Rat der Kommuneqarfik Sermersooq gewählt. Bei der Parlamentswahl 2014 wurde er ebenfalls erstmals direkt ins Parlament gewählt. 2017 wurde er erneut in den Kommunalrat gewählt und bei der Parlamentswahl 2018 wurde er auch im Inatsisartut wiedergewählt. Bei der Wahl 2021 erreichte er nur den zweiten Nachrückerplatz und schied aus dem Parlament aus und verzichtete auch während der Legislaturperiode auf eine Einberufung. Bei der zeitgleich stattfindenden Kommunalwahl konnte er jedoch seinen Sitz im Rat der Kommuneqarfik Sermersooq verteidigen. Bei der Folketingswahl 2022 kandidierte er ebenfalls, erhielt aber nur 116 Stimmen, die zweitwenigsten aller Kandidaten. 2025 befand er sich wegen einer Krebserkrankung in Behandlung, trat aber dennoch bei der Parlamentswahl 2025 an und konnte wieder ins Inatsisartut einziehen. Zudem verteidigte er seinen Sitz im Kommunalrat erneut.
Mit seiner Frau Johanne Bak Nielsen hat er vier Kinder.